# Trung Nguyên

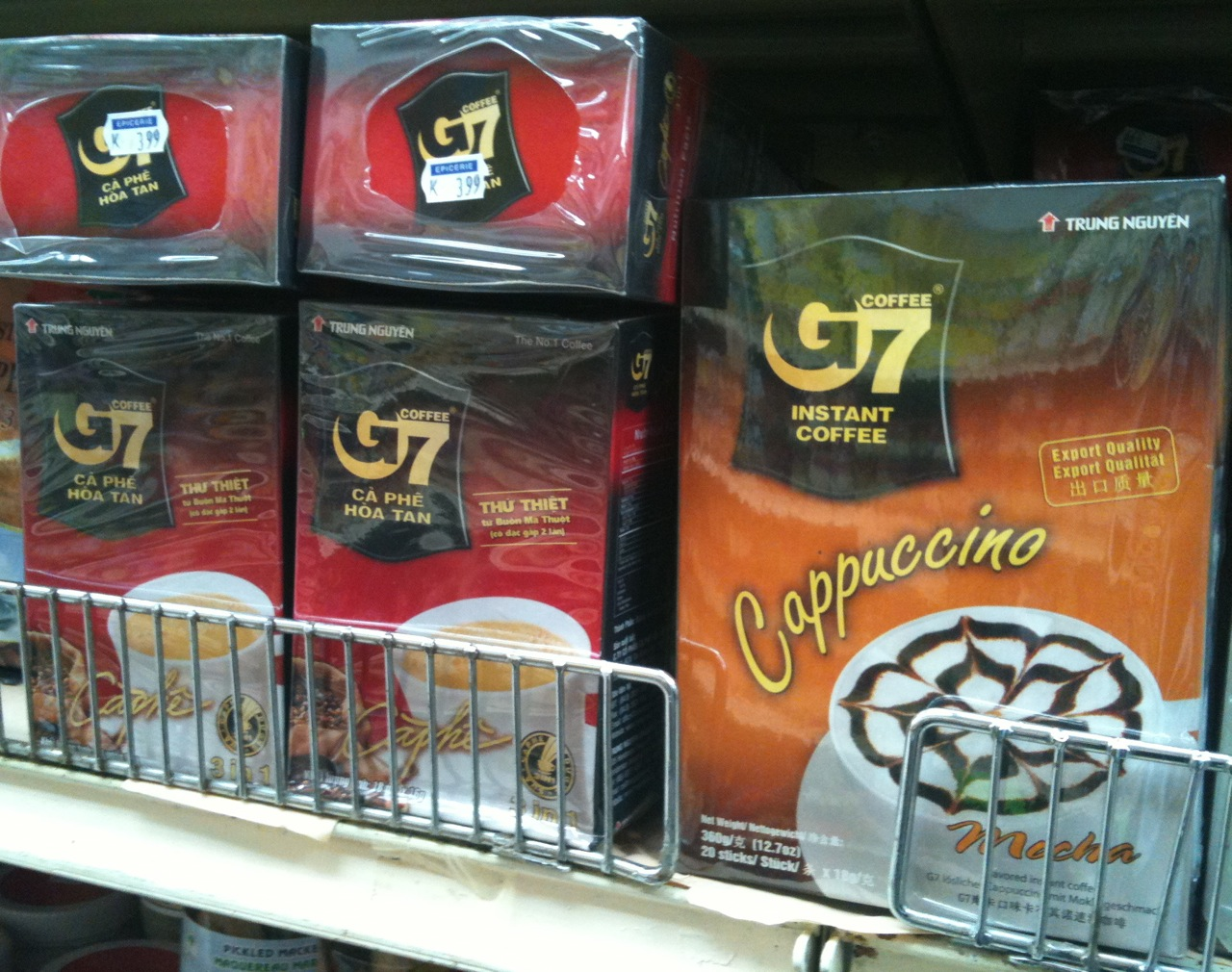
Café instantané de marque G7 de Trung Nguyen.

Trung Nguyên est un groupe commercial vietnamien impliqué dans la production, la transformation et la distribution de café. 

## Présentation
Trung Nguyên est une marque de café domestique majeure au Viêt Nam, et elle exporte ses produits dans 25 pays, y compris les principaux marchés asiatiques tels que Japon et Singapour.
Le groupe est fondé en 1996 à Buôn Ma Thuột dans la Province de Đắk Lắk par l'entrepreneur américano-vietnamien Dang Le Nguyen Vu. 
Le siège de la société est à Hô Chi Minh-Ville.
Selon M. Nguyen Vu lors d'un entrevue avec Voice of America en 2012: "Nous avons la quantité et la qualité du robusta, qui est numéro un dans le monde. Mais, il nous manque une chose, c'est l'industrie de l'emballage, l'industrie de l'affichage et de l'industrie des contes, afin de faire comprendre à la planète exactement ce que la planète a besoin ", a-t-il expliqué." 
Le Viêt Nam devrait être une grande nation, non seulement en quantité. "

## Organisation
Le groupe est composé de neuf filiales dont : Trung Nguyen Corporation JSC, Trung Nguyen Instant Coffee Company JSC, Trung Nguyen Coffee LLC, G7 Commercial Services Company, Đặng Lê Tourism Company JSC, Trung Nguyên Franchising Company JSC and Coffee Hypermarket.

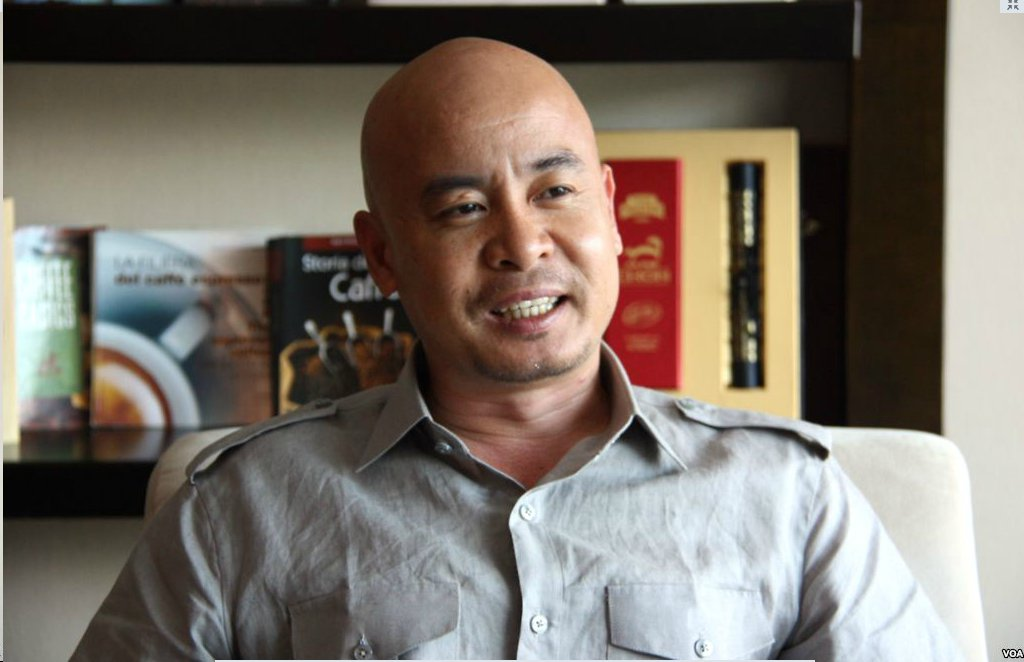
Président de la société Dang Le Nguyen Vu en 2012.